# Nathan Guerbeur
Nathan Guerbeur né le 14 mars 1996 à Truchtersheim est un triathlète et duathlète français, champion du monde de duathlon en 2021.

## Biographie
Nathan Guerbeur devient champion du monde de duathlon le 6 novembre 2021 à Avilés (Asturies - Espagne). Il est originaire de Truchtersheim en Alsace et est devenu ingénieur diplômé de l’ECAM Strasbourg-Europe de Schiltigheim en 2020,.

## Palmarès
Le tableau présente les résultats les plus significatifs (podium) obtenus sur le circuit national et international de duathlon depuis 2017,.
| Année | Compétition                                      | Pays       | Position           | Temps           |
| ----- | ------------------------------------------------ | ---------- | ------------------ | --------------- |
| 2022  | Jeux mondiaux - duathlon relais mixte            | États-Unis | Médaille de bronze | 1 h 19 min 43 s |
| 2022  | Grand Prix de triathlon - Étape sprint de Fréjus | France     | Médaille d'argent  | 53 min 59 s     |
| 2021  | Championnats du monde de duathlon                | Espagne    | Médaille d'or      | 1 h 45 min 28 s |
| 2021  | Championnat de France de duathlon                | France     | Médaille d'argent  | 49 min 40 s     |
| 2019  | Championnat de France de duathlon                | France     | Médaille d'argent  | 50 min 1 s      |
| 2018  | Coupe d'Europe – étape de Valence                | Espagne    | Médaille d'argent  | 1 h 44 min 19 s |
| 2017  | Coupe d'Europe - étape de Weert                  | Pays-Bas   | Médaille de bronze | 1 h 51 min 17 s |